# Freiherrenkrone

Freiherrenkrone

Alte Freiherrenkrone

Schwedische Freiherrenkrone

Die Freiherrenkrone symbolisiert seit den Wappen des 15. Jahrhunderts den Rang eines Barons bzw. eines Freiherrn.
Die Freiherrenkrone in Deutschland, Österreich, Russland und  Polen ist ein goldener, edelsteinbesetzter Stirnreif mit zwölf Perlen besetzten Zacken, von denen sieben sichtbar sind. Bis 1806 wurde im Heiligen Römischen Reich deutscher Nation die „alte Form“ mit fünf Perlen und Perlenschnur verwendet.
Die französische, auch in Russland und Italien gebräuchliche, Baronskrone ist ein mit einer Perlenschnur mehrfach umwundener goldener Reifen ohne Zacken. Die schwedische Baronskrone hat acht Perlen, auf denen in der Mitte und an den Seiten noch drei weitere Perlen ruhen. 